# Жуківці (Обухівський район)
Жуківці́ — село в Україні, в Обухівському районі Київської області. Населення становить 968 осіб (станом на 2017 рік). Входить до складу Української міської громади. 
У 1971 р. В селі містилася центральна садиба колгоспу «День урожаю», який мав 2480,8 га сільськогосподарських угідь, у т. ч. 1263,9 га орної землі. Основний напрям господарства — тваринництво. Вирощували зернові та цукрові буряки. У Жуківцях була восьмирічна школа, клуб, бібліотека.
В період тимчасової німецької окупації в селі діяла підпільна партизанська група на чолі з А. Пашковським та М. Романченком.
На околицях Жуківців виявлено залишки поселень трипільської культури (IV—III тисячоліття до н. е.). В урочищі Основі 1946 року вперше досліджено 10 наземних жител на поселенні ранньослов’янської черняхівської культури. Тут же виявлено три житла періоду Київської Русі.

## Історія
Першу писемну згадку про Жуківці знайдено в документах середини XVI століття. Печерський ієромонах Л. Похілевич пише, що про існування в Жуківцях церкви в середині XVI ст. говорить напис на древньому церковному служебнику, що зберігається як пам'ятка Археологічного товариства при Київській духовній академії. 
Під час визвольної війни, року 1649-го, Жуківці ввійшли до складу Трипільської козацької сотні. Універсалом Богдана Хмельницького 1656 р. Жуківці в складі Трипільщини надані Києво-Печерському монастиреві. 
1699 р. універсал гетьмана Івана Мазепи надає Трипільський монастирський маєток митрополитові Варлаамові Ясинському, який відпускає його Києво-Софійському кафедральному монастиреві. 
1709 р. універсал гетьмана І.Скоропадського підтвердив належність Жуківців митрополитові Іоасафу Круковському.
За рум'янцевським переписом у Жуківцях 1766 року в 40 хатах проживало 487 осіб, вони мали 2122 голови живності. У складі Трипільського маєтку Києво-Софійського монастиря Жуківці знаходилися до 1787 року: під час секуляризації монастирських земель Жуківці стали скарбовим селом, а його мешканці - державними селянами (казенними).
Місцева церква ім. св. Іоанна Богослова, метричні записи якої велися з 1780 р., згоріла у 1800 р.. Тим не менш, записи під ім'ям церкви продовжували вести аж до 1809. У 1810 р. в селі споруджено новий Косьмодем'янівський храм. 15 листопада 1830 р. в Жуківцях спалахнула епідемія холери. У травні 1845 р. повз село, старим Київським чумацьким шляхом, по дорозі з Богуслава на Трипілля, проїздив Т.Г.Шевченко. 
1847 р. збунтовані селяни спалили шовковичний завод німця Івана Тепле. 
1860 р. в Жуківецькому маєтку знаходилося 1530 ревізьких душ, 5119 десятин землі. 1866 р. маєток перетворено на казенну Жуківецьку волость, до якої входили села Долина, Красне, Козіївка. В 1864 р. в Жуківцях проживало 1654 християни і 9 євреїв, 1887 р. - 2240 християни і 27 євреїв, ревізьких душ - 710.
1900 р. казенне село Жуківці мало 524 двори, у яких проживало 2497 осіб. У ньому були православна церква, однокласна приходська школа, казенна винна лавка, 16 вітряків і 4 водяних млини на р. Бобриці. 5 травня 1904 року в селі згоріло в пожежі 120 хат, старі церква і школа. 
У серпні 1941 р. біля Жуківців, які входили до Трипільського оборонного плацдарму Червоної армії, протягом трьох тижнів тривали бої між нацистами та комуністами. Восени 1943 р. Під час Другої світової війни загинуло не менше 198 жуківчан. 
24 лютого 2022 року впав український літак внаслідок чого загинули 4 військових.

## Населення

### Мова
Розподіл населення за рідною мовою за даними перепису 2001 року:
| Мова       | Кількість | Відсоток |
| ---------- | --------- | -------- |
| українська | 819       | 96.58%   |
| російська  | 29        | 3.42%    |
| Усього     | 625       | 100%     |

## Відомі люди
В селі народилися:
- Білан  Анатолій Васильович — єпископ УПЦ (МП).
- Білик Петро Олексійович — генерал армії, Герой Радянського Союзу.
- Гладуш Федір Пилипович — Герой Радянського Союзу.
- Гуленко Корній Кіндратович — поет, член Центрального Комітету Селянської Спілки, член Української Центральної Ради.
- Міщенко Порфирій Матвійович (1918—2003) — український живописець.